# Anne Twomey
Anne Twomey (Boston, 7 giugno 1951) è un'attrice statunitense.
È sposata dal 1986 con l'attore John Bedford Lloyd da cui ha avuto due figlie: Hannah (1978) e Elizabeth (1982).
È stata attiva fino al 2003, anno in cui decise di ritirarsi dalle scene; tra i film da lei interpretati Romantici equivoci.
Da ricordare la sua apparizione nella serie televisiva Un giustiziere a New York, nell'episodio intitolato Ricordo di una signora (in originale Always a Lady), del 1988, e nella serie Ai Confini della realtà  nell'episodio intitolato l'anima pellegrina.

## Filmografia parziale
- Ai confini della realtà (The Twilight Zone) - serie TV, episodio 1x28 (1985)
- Dovevi essere morta (Deadly Friend), regia di Wes Craven (1986)
- L'ombra del peccato (Last Rites), regia di Donald P. Bellisario (1988)
- Un colpo da campione (The Scout), regia di Michael Ritchie (1994)
- Romantici equivoci (Picture Perfect), regia di Glenn Gordon Caron (1997)
- La finestra sul cortile (Rear Window), regia di Jeff Bleckner (1998) - film TV
- The Confession, regia di David Hugh Jones (1998)